# Soufiane Rahimi
Soufiane Rahimi (arabisch سفيان رحيمي, DMG Sufyān Raḥīmī; geb. 2. Juni 1996 in Casablanca) ist ein marokkanischer Fußballspieler.

## Karriere

### Klub
Er spielte bei Raja Casablanca und wurde von der dortigen U23 für die Spielzeit 2017/18 erst einmal an Étoile de Casablanca verliehen. Nach seiner Rückkehr ging er in die erste Mannschaft des Klubs über und verblieb hier wiederum bis zum Ende der Spielzeit 2020/21. Seitdem ist er bei al-Ain in Dubai unter Vertrag. In der Saison 2023/24 wurde er mit 13 Toren Torschützenkönig der AFC Champions League.
Im Kalenderjahr 2024 erzielte er insgesamt 20 Tore in Länderspielen und internationalen Klub-Einsätzen und wurde von der IFFHS zum World Best International Goal Scorer gekürt. 

### Nationalmannschaft
Seinen ersten bekannten Einsatz für die marokkanische Nationalmannschaft hatte er am 18. Januar 2021 bei einem 1:0-Sieg über Togo während der Gruppenphase der Afrikanischen Nationenmeisterschaft 2021. Hier stand er auch in der Startelf und wurde schließlich in der 85. Minute für El Mehdi Karnas ausgewechselt. Am Ende gewann er mit seinem Team das Turnier, im Dezember des Jahres war er noch beim FIFA-Arabien-Pokal 2021 mit dabei, wo seine Mannschaft es bis ins Viertelfinale schaffte, gleichweit ging es darauf auch beim Afrika-Cup 2022, wo er ebenfalls Spielzeit bekam. 2024 gewann er mit seiner Mannschaft die Bronzemedaille beim olympischen Fußballturnier, bei dem er mit acht Toren Torschützenkönig wurde.

## Auszeichnungen
AFC Champions League
- Torschützenkönig: 2023/24

Olympische Sommerspiele
- Torschützenkönig: 2024